# Boscos subtropicals de la Indoxina septentrional
Els boscos subtropicals de la Indoxina septentrional són una ecoregió forestal humida subtropical del bosc de la Indoxina del nord, que abasta porcions del Vietnam, Laos, Tailàndia, Birmània i la província de Yunnan de la Xina. A la classificació WWF, aquesta ecoregió també es coneix com a "Àsia sud-oriental: Xina, Laos, Myanmar, Tailàndia i Vietnam".
El codi d'aquesta ecoregió és IM0137.

## Territori
Els boscos subtropicals de la Indoxina ocupen les terres altes del nord d'Indoxina, que s'estenen des del nord-est del Vietnam, on cobreixen la part superior de la divisòria hidrogràfica del riu Roig i fins al nord de la Serralada Annamita, a través del nord de Laos i el nord de Tailàndia i del sud-est de Yunnan fins a l'estat Shan a l'est del Birmània.
Els boscos subtropicals de la Indoxina del Nord són una transició entre els boscos tropicals d'Indoxina i els boscos subtropicals i temperats de la Xina i l'altiplà tibetà.
Aquesta ecoregió global està formada per 2 ecoregions terrestres: boscos subtropicals del nord d'Indoxina; i boscos de fulla perenne subtropicals de l'altiplà de Yunnan. Segons si considerem una o les dues ecoregions, la superfície varia de 435 869 a 677 350 quilòmetres quadrats.
Els boscos amb influència monsònica distribuïts en un paisatge muntanyós creen una àmplia gamma de condicions d'hàbitat, des de boscos de sabana seca caducifòlia fins a forests montanes de fulla perenne.
Yunnan, la terra “al sud dels núvols”, consta d'un bosc humit estacional de fulla perenne.
Aquesta ecoregió té la màxima riquesa d'espècies per a ocells entre totes les ecoregions de la regió indo-pacífica i ocupa el tercer lloc en riquesa de mamífers i una diversitat d'espècies arbòries per rivalitzar amb els boscos tropicals humits de Malàisia.
El clima a tot el nord d'Indoxina és monsònic d'estiu. La precipitació mitjana des de 1.200 a 2.500 mm anuals.

## Espècies locals
Es coneixen més de 183 espècies de mamífers que resideixen en aquesta ecoregió, de les quals 4 són endèmiques i 5 properes a l'endèmia.
Les espècies seleccionades inclouen elefants asiàtics (Elephas maximus), tigres (Panthera tigris), el més petit de tots els ossos - os solar malaià (Ursus malayanus), loris lent (Nycticebus coucang), gaur (Bos gaurus), gibons (Hylobates hoolock, H. leucogenys, H.concolor), lleopard ennuvolat (Neofelis nebulosa), mico de punta de Tonkin (Pygathrix avunculus) i mico de fulles de Francois (Semnopithecus francoisi).
La fauna d'aus aquí és molt rica amb unes 707 espècies. Les espècies d'interès són la cotorra alexandrina (Psittacula eupatria), el calau bicorne (Buceros bicornis) i la papallona de cua de drac verda (Lamproptera meges virescens).

## Amenaces
Les amenaces per a la biodiversitat d'aquesta ecoregió deriven de dues fonts principals: desbrossament de terres per la rotació de cultiu, cultiu de rosella (cascall), turisme, tala i caça per alimentació i ingressos econòmics. Gairebé tots els boscos de l'ecoregió que es conserven al Vietnam han estat netejats per a l'expansió agrícola.
La caça il·legal extensiva suposa el perill més gran per a la biodiversitat d'aquesta ecoregió. Al subministrar un pròsper mercat xinès, la caça és indiscriminada, dirigint-se a totes les espècies, des de grans mamífers fins a aus petites, rèptils, amfibis i invertebrats.